# 징청 철로

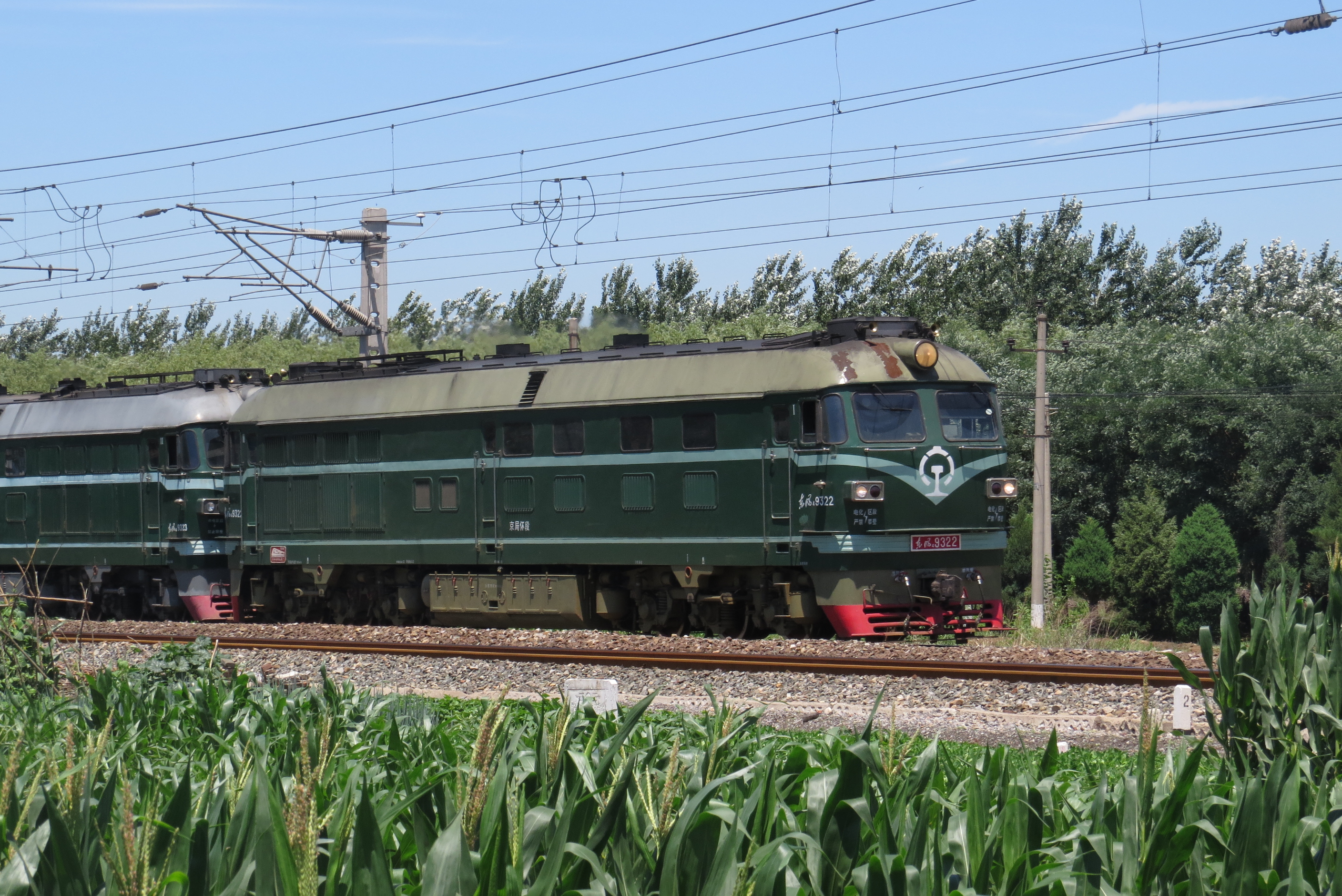

징청선(중국어: 京承铁路)은 중화인민공화국 베이징시로부터 허베이성 청더 시를 연결하는 중국 국철 베이징 철도국에 속하는 철도 노선이다. 전체 길이는 256km. 베이징 역에서 화이러우 구, 미윈 현, 싱룽 현, 잉서우잉쯔 광구를 거쳐 청더 역(zh)에 이른다.
처음에는 구베이커우(古北口)를 경유하였지만, 이후 경로가 변경되었다. 솽챠오(双橋)까지는 징친선(京秦線)과, 화이러우(懐柔)까지는 징퉁선(京通線)과 솽판챠오에서는 진청선(錦承線)과 중복 구간이다.

## 역사
- 1937년(중화민국 26년) 9월 7일 - 공사 개시.
- 1938년(중화민국 27년) 2월 26일 - 전 노선 완공.
- 1938년 4월 1일 - 개업. 허베이교통(zh) 설립에 따라 베이징~구베이커우가 징구선(京古線), 진저우~구베이커우가 진구선(錦古線)이 되었다.
- 1946년(중화민국 35년) - 구베이커우~청더 폐지.
- 1955년 9월 - 화이러우 역(zh)에서 창지루 역(zh)으로 가는 새 선로의 건설 개시.
- 1960년 10월 - 새로운 노선 개업.

## 연결 철도
- 베이징 역：징후 선, 징하 선, 징유안 선
- 베이징 동역：징바오선 (京包線)
- 솽챠오 역：징친선 (京秦線)
- 화이로우 역：징퉁선 (京通線)
- 솽판챠오 역：진청선 (錦承線)

## 역 목록
- 뒤의 숫자는 기점으로부터의 거리(km)이다.

베이징 역(北京站, 0) - 베이징 동역(北京東站, 5) - 솽챠오 역(雙橋站, 13) - 퉁저우 시역(通州西站, 18) - 창신 역(張辛站, 31) - 순이 역(順義站, 42) - 뉴란산 역(牛欄山站, 55) - 가오거좡 역(高各庄站, 60) - 먀오청 역(廟城站, 64) - 화이러우 역(懷柔站, 68) - 퉁쥔좡 역(統軍庄站, 78) - 샤오탕좡 역(小唐庄站, 86) - 미윈 역(密雲站, 90) - 주거좡 역(巨各庄站, 102) - 다청쯔 역(大城子站, 115) - 창지루 역(牆子路站, 124) - 류다오허쯔 역(六道河子站, 135) - 치안웨이탕 역(前葦塘站, 144) - 싱룽씨안 역(興隆縣站, 155) - 베이마쥐안쯔 역(北馬圈子站, 169) - 잉서우잉쯔 역(鷹手營子站, 176) - 동먀오허 역(洞廟河站, 180) - 샤타이쯔 역(下檯子站, 186) - 판쟈디엔 역(潘家店站, 201) - 난완쯔 역(南灣子站) - 신창쯔 역(新杖子站, 217) - 시다먀오 역(西大廟站) - 샹판청 남역(上板城南站, 234) - 샹판청 역(上板城站, 237) - 청더 동역(承德東站, 246) - 청더 역(承德站, 256)